# Palais des rois de Navarre
Le palais des rois de Navarre (en espagnol : palacio de los Reyes de Navarra et en basque : Nafarroako errege-erreginen) est un édifice public situé à Pampelune, capitale de la Navarre, en Espagne. Il abrite les Archives royales et générales de Navarre.
Ce bâtiment a été entamé comme Palais des rois au XIIe siècle. Après la Conquête de la Navarre au XVIe siècle, devenant plus tard la résidence des Vice-rois, pendant trente ans la Capitainerie Générale, donc Gouvernement Militaire jusqu'à 1971 et après un long abandon, a été réformé durant l'année 2003 par Rafael Moneo pour le transformer en Archives Royales et Générales de Navarre.

## Dénominations
Il a eu plusieurs dénominations le long de son histoire, pour cela on effectue de suite une datation de ces dernières :
- De 1189 à 1841 : Palacio Real de San Pedro (Palais royal de San Pedro), Palacio Real y Episcopal de San Pedro (Palais Royal et Épiscopal de San Pedro), Palacio Real (Palais royal). La dénomination de San Pedro est pour l'église qu'il y avait dans le lieu (actuelle église de san Fermín d'Aldapa)

- De 1841 à 1872 : Palacio de Capitanía General (Palais de Capitainerie Générale)

- De 1876 à 1971 : Gobierno Militar (Gouvernement Militaire).

- Le bâtiment a été abandonné, jusqu'en 1979 entre les mains de l'armée espagnole et plus tard sous la possession de la Mairie de Pampelune et du Gouvernement de Navarre.

- Actuellement, depuis le 2003 : Archives Royales et Générales de Navarre.

## Histoire
Dans ce terrain de la ville de La Navarrería existait une interdiction d'Alphonse Le Batailleur de construire dans cette zone pour protéger la ville de San Cernin qui était au-dessous, séparée de cette dernière par un ravin. Sanche VI Le Sage l'a révoqué, en accord avec l'évêque, qui avait Droit de propriété de tous les terrains de la ville, que l'espace pour la construction d'un Palais était la propriété Royale. Ce Palais est hypothéqué en 1198 par le roi Sanche VII Le Fort à l'évêque de Pampelune, qui donnera lieu à de nombreux procès et qui sera utilisé de manière conjointe par la Couronne et par le siège épiscopal.
Thibaut Ier, en arrivant à Pampelune en 1246, trouve le Palais occupé par l'évêque Pedro Ruiz de Piedrola, et de voit contraint de loger dans le "vieux palais", près de la chapelle de Jésus-Christ, à côté du Cloître de la cathédrale. Ceci amorce la tension entre les deux pouvoirs, pour la possession du Palais. Thibaut Ier  accuse l'évêque Pedro Jiménez de Gazólaz de traître ; ce dernier l'excommunie, s'enfuyant à Navardún qui appartenait à la Couronne d'Aragon, pour éviter des représailles, où il passera trois années. Le monarque contacte le pape à Rome pour solliciter le retrait de l'excommunication. Ce même évêque de Gazólaz restitue le palais à Thibaut II ; le Pape Alexandre IV annule cette restitution.
En 1276, pendant la guerre de La Navarrería, le Palais a subi des dommages considérables, puisque depuis l'esplanade les habitants de la Navarrería avaient attaqué la ville de San Cernin avec des catapultes.
Le Pape Martin V s'est disposé à rendre le Palais Royal de San Pedro à Blanche Ire de Navarre, occupé depuis lors par les rois de Navarre jusqu'à sa conquête. Après l'invasion il y a eu une autre tentative épiscopale d'obtenir le Palais, cette fois par l'évêque de Pampelune Bernardo de Rojas Sandoval, qui était castillan et qui a fait un procès à la Couronne espagnole, qu'il perdra.
Après la Conquête de la Navarre le palais devient le lieu de résidence des vice-rois espagnols, depuis 1539. Il accueille les rois d'Espagne qui visitent la ville. Ainsi Philippe II en 1592, qui selon des versions a enlevé le blason épiscopal de l'entrée et a mis le blason royal qui était dans le vieux château. Philippe V y a séjourné en 1706. Joseph Bonaparte sur le chemin de retour vers la France réside dans ce dernier.

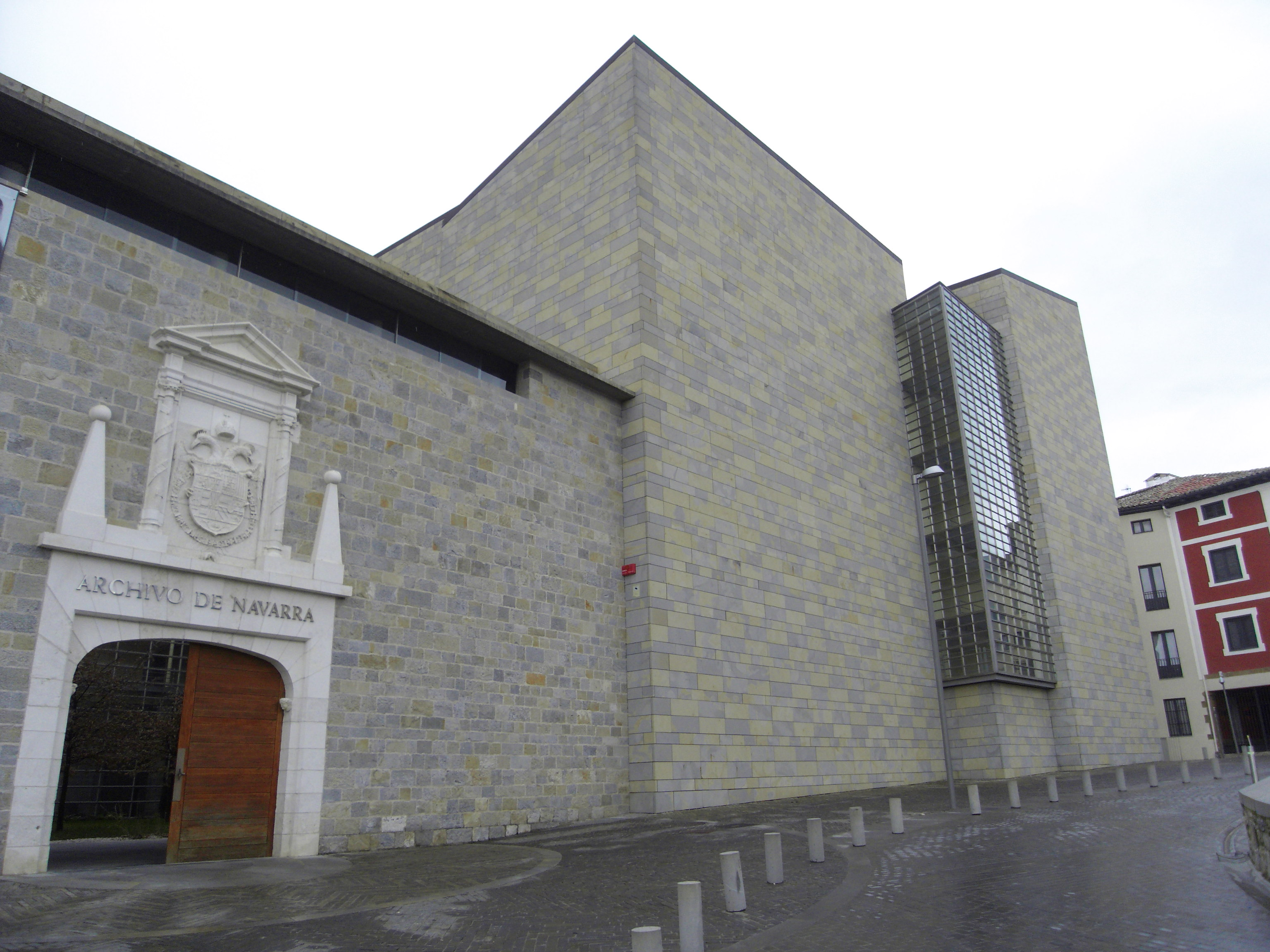
Palais des rois de Navarre ou Archives Royales et Générales de Navarre.

Dans ce Palais a été hébergé en février 1936 Emilio Mola, comme Gouverneur militaire et après sa nomination à Madrid, dans une réunion secrète, chef du coup d'État contre la Seconde République espagnole et qui déclenchera la Guerre Civile Espagnole.
En 1976, il est abandonné et a été déclaré Monumento Histórico Artístico à caractère provincial. Des études envisagent son utilisation. Des incendiaires le dégradent, avec les incendies de mai 1978 selon une périodicité quasi mensuelle qui culmine en octobre 1983 : en quinze jours, les pompiers interviennent à 12 occasions.
Les architectes Manuel Iñiguez et Alberto Uztarroz livrent en septembre 1987 un avant-projet, par ordre du Gouvernement de Navarre, dans lequel le bâtiment était intégralement gardé comme Musée de l'Histoire de la Navarre. En 1993 il a été décidé de le destiner aux Archives Historiques de la Navarre ; l'architecte Rafael Moneo élabore ce projet. En 1994 débutent les travaux, démolissant une partie du bâtiment. Une tour annexe est érigée pour abriter les archives.

## Architecture romane
Le Palais a probablement été érigé vers 1189, bien qu'il y ait des auteurs qui avancent cette date. Partiellement enterré on trouve un vaste séjour rectangulaire de 26,8 × 7,1 mètres qui correspond à la construction primitive. C'est la seule salle historique qui est conservée après la restructuration. Sans avoir besoin être soutenu dans des croisillons. La couverture est de croiserie simple. Dans la paroi nord il présente six étroites fenêtres en flaque assez profonde avec Arc en plein cintre. La paroi nord a de vastes Contreforts qui occupent deux tiers de la hauteur totale de la paroi, se terminant en pente. La paroi ouest a trois corps de "vanos adintelados" répartis anarchiquement le long de la paroi, et dans l'union avec le toit de corniches. Cette paroi donne sur les jardins du palais.
Les salles du côté ouest, où se trouvaient les appartements royaux qui conservaient dans l'étage inférieur un salon d'artisanat avec décoration de feuilles de chêne de la fin du XVIe siècle qui s'est détériorée durant les dernières années et qui dans la restructuration récente a été éliminée.

## Architecture gothique et Renaissance
On a effectué différentes extensions dans l'angle nord-est et on a refait une tour, plus large que les autres, qui surveillait Santo-Domingo. On y trouve les différentes travaux d'améliorations enregistrées.
Le rez-de-chaussée présentait une cour de 20 × 20 mètres environ, au portique sur deux de ses côtés, avec des piliers de 6 mètres qui terminent dans des patins de bois façonné avec des motifs animaliers, avec une galerie fermée antérieur au XVe siècle. Dans le centre il y avait une citerne. Ces patins ont été spoliés, et la citerne et la galerie ont été éliminées.
Il existait aussi un escalier noble avec des arcs gothiques du XIVe siècle qui se trouvait sous cette dernière, qui dans les nouveaux travaux, ont éliminé tout cela.

## Architecture néoclassique et baroque
À la suite de la visite de Philippe II on a changé le blason de la Navarre de l'entrée par celui des Habsbourg, qui est conservé actuellement.
Les tours médiévales ont pu conserver jusqu'au milieu du XVIIe siècle, en se basant sur l'aquarelle que Pierre Boller a faite alors du Palais.
Un incendie en 1733 du moulin de la poudrerie semble avoir eu d'importantes répercussions sur le Palais. Dans les XVIIe et XVIIIe siècles, on a significativement modifié sa silhouette, en élevant les parois, en écimant les tours et en construisant l'aile est pour la fonte des canons.

## Architecture Moderne
Les réformes du XIXe siècle sont liées à des activités dans le pavillon de résidence du gouverneur et les améliorations dans le système d'escaliers du Palais. le mirador de galerie de la façade sud date de ce siècle, et la décoration éclectico-romantique de la façade qui surveillait la ville. En 1903 on a construit la maisonnette pour la résidence du chef de l'état-major, sur la paroi de l'enceinte.

## Ultime réforme

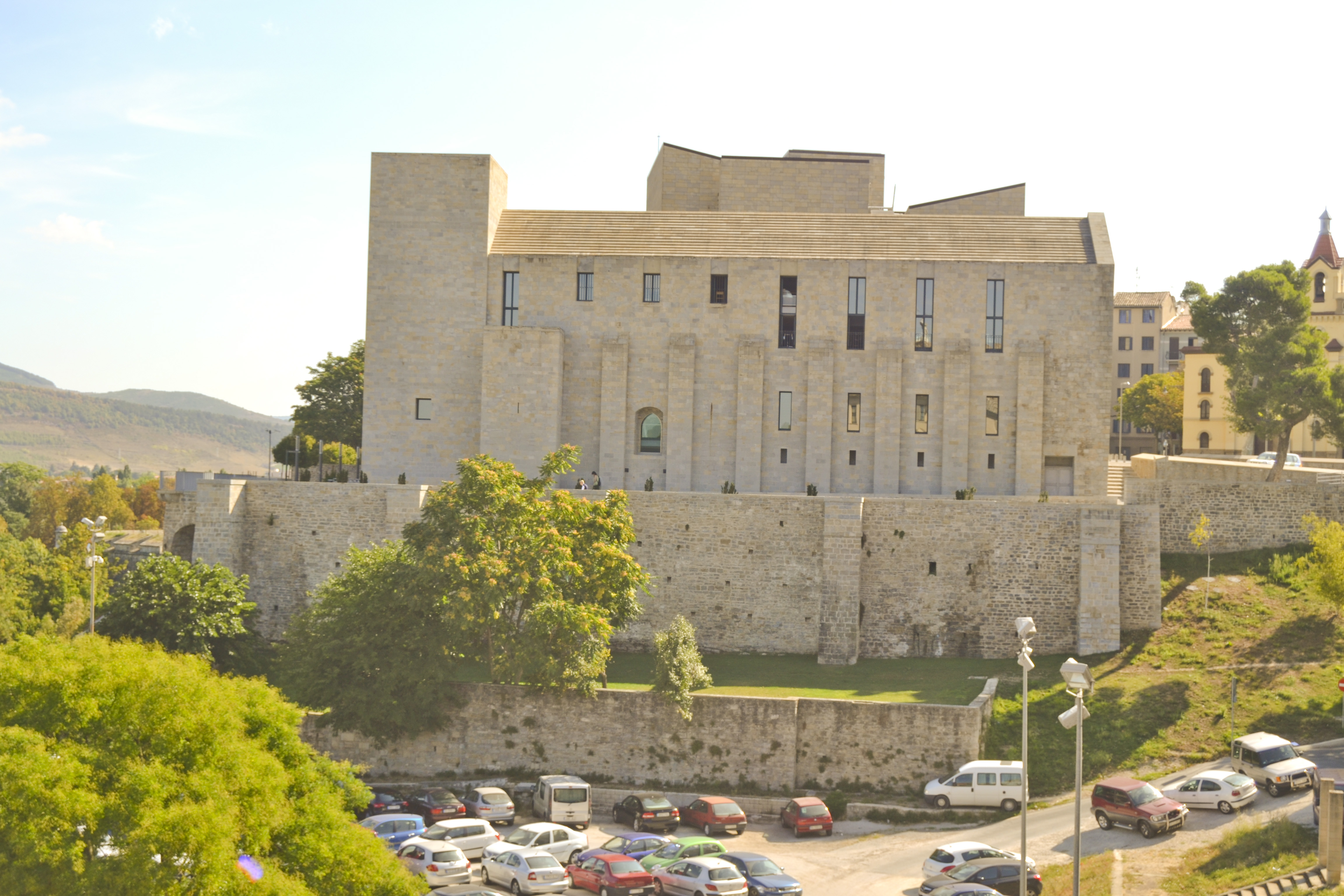
Palais des rois de Navarre ou Archives Royales et Générales de Navarre.

Effectuée par Rafael Moneo durant l'année 2003 qui effectue un bâtiment nouveau, en maintenant la solidité des parois, avec une image héritée de son histoire[Quoi ?]. La face nord et ouest donnent l'image du château[Quoi ?]. La pierre est la solution matérielle et il est une des clés du travail de composition[Quoi ?]. Dans la face nord et ouest, en comprenant que la restauration de ses parois très détériorées était impossible, il a choisi de les protéger avec une nouvelle couche de pierre de taille qui couvre l'existant, parois et y compris des couvertures, bien qu'en corrigeant quelques cavités[Quoi ?]. Cette technique de couverture permet de conserver l'ancien dans son intégrité pour les futures générations.
La partie nouvelle se centre autour des archives, qui sont organisées par une série de salles, trois par étages et réparties dans svastique[Quoi ?] qui sont reliées par des pentes de quatre tronçons entourant une cour couronnée par une mansarde. Il donne dehors l'image d'une tour d'hommage[Quoi ?], qui est en béton, couvert avec la même pierre, qui indiquent l'actualité de l'intervention[Quoi ?].
La partie restaurée et la nouvelle se mettent en rapport dans la cour dans une rencontre avec naturel[Quoi ?] produisant un lieu presque sans date contemporain et "historique"[Quoi ?]. À l'extérieur on a réformé les parois[Quoi ?], élevant certaines avec embellissement de portails et murets, en veillant beaucoup à la redéfinition[Quoi ?] des rues limitrophes.

### Sources et bibliographie
- (es) Cet article est partiellement ou en totalité issu de l’article de Wikipédia en espagnol intitulé « Palacio de los Reyes de Navarra » (voir la liste des auteurs).
- Tomás Urzainqui, (2003), Navarra. Estado Europeo, Pampelune: Pamiel.  (ISBN 84-7681-397-X).
- Divers auteurs (2006), Guía de Arquitectura de Pamplona y su Comarca. Pampelune: Ona Industri Gráfica.  (ISBN 84-611-3284-X).